# Línea 36 (Córdoba)
La Línea 36 es una línea de transporte urbano de pasajeros de la ciudad de Córdoba, Argentina. El servicio está actualmente operado por la empresa TAMSE.
Anteriormente el servicio de la línea 36 era denominada como R2 desde 2002 por T.A.M.S.E. hasta que en septiembre de 2013 TAMSE deja de operar el corredor Rojo y pasan a manos de ERSA Urbano hasta que el 1 de marzo de 2014, por la implementación del nuevo sistema de transporte público, la R2 se fusiona como 36 operada por la misma empresa. El 30 de septiembre de 2021, la Municipalidad le quita a Ersa los corredores 3 y 8 y pasan a manos de TAMSE y Coniferal donde actualmente operan.

## Recorrido
Bº El Chingolo a B° Santa Rosa.
 Servicio diurno.
Ida:  Ramón Farrate – Av. Juan B. Justo – Rotonda Av. Japón – Amalia Figueredo De Pietra por ésta – dobla a la derecha en Calle Pública – Av. El Chingolo – Av. Juan B. Justo – Tte. Luis Candelaria – Aarón de Anchorena – Jorge Eduardo Newbery – Felipe Beltrame – Carola Lorenzini – Mackay Gordon – Fray Miguel de Mujica – M. Fragueiro – Juan de Constans – 28 de Julio – Unquillo – Mariano Fragueiro – Bedoya – Bv. Los Andes – Federico Brandsen – Av. Castro Barros – Av. Santa Fe – Av. Colon – Av. Gral. Paz – Av. Vélez Sarsfield – Plaza de las Américas – Av. Vélez Sarsfield – Rotonda Las Flores – Av. Armada Argentina – Defensa – Congreso – Av. De mayo – Rda. de Av. De mayo – Av. De mayo – La Falda – Laboulaye – Las Peñas hasta Arica.
Regreso:  Desde Las Peñas y Arica – Bogotá – Tumbes – Arica – Las Peñas – Laboulaye – La Falda – Gobernación – Río Negro – Rda. de Av. De Mayo – Río Negro – Defensa – Av. Armada Argentina – Rda. Las Flores – Av. Vélez Sarsfield – Plaza de las Américas – Richardson – Belgrano – Marcelo T. de Alvear – Belgrano – 27 de Abril – Paraguay – Cnel. Agustín Olmedo – Av. Colón – Av. Santa Fe – Palestina – Faustino Allende – Nicolás Avellaneda – José Baigorri – Gral. Lavalleja – 6 de Agosto – Antonio de Sucre – Juan de Constans – M. Fragueiro – Fray Miguel de Mujica – Mackay Gordon – Horacio Anasagasti – Mayor Arturo Luisoni – Jorge Eduardo Newbery – Antonio de Marchi – Horacio Anasagasti – Av. Juan B. Justo – Rotonda Bº Liceo 1.ª Sección – Av. Juan B. Justo – Av. El Chingolo – 5 cuadras, giro a la izquierda en Calle Pública – Amalia Figueredo de Pietra – Av. Juan B Justo – Ramón Farrate hasta Punta de Línea.